# Super Top Model po-ukrainsky (mùa 7)
Mùa thứ bảy của Super Top Model po-ukrainsky được dựa theo America's Next Top Model của Tyra Banks và là mùa đầu tiên. Alla Kostromichova, Serhiy Nikityuk và Sonya Plakydyuk quay lại làm giám khảo cho mùa này còn Volodymyr Demchynskyy sẽ không còn là giám khảo nữa và sẽ thay thế ông là một vị giám khảo khách mời ở mỗi tập. Trong mùa này, một lần nữa sẽ không có thí sinh nam tham gia trong mùa này.
Thí sinh của mùa 1, Tanya Bryk là quán quân của mùa này. Cô giành được:
- Giải thưởng tiền mặt trị giá 300.000₴
- Lên ảnh bìa tạp chí Marie Claire
- Chiến dịch quảng cáo cho Make Up UA
- 1 năm sử dụng sản phẩm của Perfecti

## Tuyển chọn
Mùa thi này được gọi là mùa giải All-Stars vì đây là mùa thi dành cho những thí sinh đã từng tham gia các mùa trước của chương trình. 20 người đại diện cho cả 6 mùa thi của Supermodel po-ukrainsky & Top Model po-ukrainsky đã được chọn thông qua cuộc bình chọn của khán giả trên website của chương trình và cho thêm 1 cơ hội thứ 2 để giành chiến thắng cuộc thi. Tuy nhiên, có một số thí sinh khác cũng được chọn vào mùa thi này nhưng họ đã từ chối.

## Các thí sinh
(Tuổi tính từ ngày dự thi)
| Thí sinh               | Tuổi | Chiều cao               | Quê quán           | Mùa giải trước | Mùa giải trước | Bị loại ở | Hạng                    |
| Thí sinh               | Tuổi | Chiều cao               | Quê quán           | Mùa            | Hạng           | Bị loại ở | Hạng                    |
| ---------------------- | ---- | ----------------------- | ------------------ | -------------- | -------------- | --------- | ----------------------- |
| Anna-Kristina Prihodko | 25   | 175 cm (5 ft 9 in)      | Lviv               | 1              | 5              | Tập 1     | 20-15                   |
| Anya Sulima            | 22   | 170 cm (5 ft 7 in)      | Kryvyi Rih         | 2              | 5              | Tập 1     | 20-15                   |
| Karina Danilova        | 27   | 176 cm (5 ft 9+1⁄2 in)  | Kryvyi Rih         | 1              | 4              | Tập 1     | 20-15                   |
| Karina Minaeva         | 30   | 175 cm (5 ft 9 in)      | Yevpatoria         | 1              | 11             | Tập 1     | 20-15                   |
| Katya Svinarchuk       | 22   | 167 cm (5 ft 5+1⁄2 in)  | Chernivtsi         | 3              | 4              | Tập 1     | 20-15                   |
| Liza Doronko           | 22   | 180 cm (5 ft 11 in)     | Kharkiv            | 4              | 14             | Tập 1     | 20-15                   |
| Katya Chechelenko      | 18   | 172 cm (5 ft 7+1⁄2 in)  | Kiev               | 6              | 4              | Tập 2     | 14 (tước quyền thi đấu) |
| Nastya Lyeukhina       | 21   | 173 cm (5 ft 8 in)      | Kharkiv            | 6              | 12             | Tập 2     | 13 (bỏ cuộc)            |
| Nastya Panova          | 25   | 175 cm (5 ft 9 in)      | Kryvyi Rih         | 4              | 15             | Tập 3     | 12                      |
| Ira Rotar              | 22   | 177 cm (5 ft 9+1⁄2 in)  | Kryvyi Rih         | 3              | 8              | Tập 5     | 11                      |
| Amina Dosimbaeva       | 23   | 179 cm (5 ft 10+1⁄2 in) | Almaty, Kazakhstan | 6              | 8              | Tập 6     | 10-8                    |
| Sofi Beridze           | 22   | 175 cm (5 ft 9 in)      | Batumi, Gruzia     | 5              | 11             | Tập 6     | 10-8                    |
| Vika Rogalchuk         | 20   | 169 cm (5 ft 6+1⁄2 in)  | Kiev               | 4              | 2              | Tập 6     | 10-8                    |
| Sasha Kugat            | 24   | 176 cm (5 ft 9+1⁄2 in)  | Odessa             | 3              | 6              | Tập 7     | 7 (bỏ cuộc)             |
| Margo Verhovtseva      | 20   | 176 cm (5 ft 9+1⁄2 in)  | Kherson            | 6              | 10             | Tập 7     | 6                       |
| Arina Lyubityelyeva    | 22   | 180 cm (5 ft 11 in)     | Kryvyi Rih         | 2              | 3              | Tập 9     | 5                       |
| Ira Moysak             | 23   | 177 cm (5 ft 9+1⁄2 in)  | Stryi              | 4              | 12             | Tập 9     | 4                       |
| Sasha Litvin           | 21   | 173 cm (5 ft 8 in)      | Kiev               | 3              | 5              | Tập 10    | 3-2                     |
| Dasha Maystrenko       | 21   | 178 cm (5 ft 10 in)     | Kaniv              | 3              | 2              | Tập 10    | 3-2                     |
| Tanya Brik             | 22   | 178 cm (5 ft 10 in)     | Mykolaiv           | 1              | 3              | Tập 10    | 1                       |

## Thứ tự gọi tên
| Thứ tự | Tập             | Tập         | Tập       | Tập      | Tập      | Tập      | Tập      | Tập          | Tập                  | Tập            | Tập | Tập | Tập | Tập | Tập | Tập | Tập | Tập |  |
| Thứ tự | 1               | 2           | 3         | 4        | 5        | 6        | 7        | 8            | 9                    | 10             |     |     |     |     |     |     |     |     |  |
| ------ | --------------- | ----------- | --------- | -------- | -------- | -------- | -------- | ------------ | -------------------- | -------------- | --- | --- | --- | --- | --- | --- | --- | --- |  |
| 1      | Dasha           | Margo       | Vika      | Sasha L. | Arina    | Sasha L. | Tanya    | Dasha        | Tanya Dasha Sasha L. | Tanya          |     |     |     |     |     |     |     |     |  |
| 2      | Margo           | Tanya       | Arina     | Tanya    | Tanya    | Sasha K. | Dasha    | Tanya        | Tanya Dasha Sasha L. | Dasha Sasha L. |     |     |     |     |     |     |     |     |  |
| 3      | Amina           | Sasha K.    | Margo     | Arina    | Sasha L. | Ira M.   | Arina    | Sasha L.     | Tanya Dasha Sasha L. | Dasha Sasha L. |     |     |     |     |     |     |     |     |  |
| 4      | Tanya           | Vika        | Ira M.    | Ira R.   | Vika     | Arina    | Sasha L. | Arina Ira M. | Ira M.               |                |     |     |     |     |     |     |     |     |  |
| 5      | Sofi            | Ira M.      | Sofi      | Sasha K. | Margo    | Tanya    | Ira M.   | Arina Ira M. | Arina                |                |     |     |     |     |     |     |     |     |  |
| 6      | Vika            | Sasha L.    | Sasha K.  | Amina    | Sofi     | Margo    | Margo    |              |                      |                |     |     |     |     |     |     |     |     |  |
| 7      | Ira M.          | Arina       | Dasha     | Sofi     | Sasha K. | Amina    | Sasha K. |              |                      |                |     |     |     |     |     |     |     |     |  |
| 8      | Sasha K.        | Dasha       | Amina     | Ira M.   | Ira M.   | Vika     |          |              |                      |                |     |     |     |     |     |     |     |     |  |
| 9      | Sasha L.        | Amina       | Tanya     | Vika     | Amina    | Sofi     |          |              |                      |                |     |     |     |     |     |     |     |     |  |
| 10     | Nastya P.       | Nastya P.   | Sasha L.  | Margo    | Ira R.   |          |          |              |                      |                |     |     |     |     |     |     |     |     |  |
| 11     | Katya C.        | Ira R. Sofi | Ira R.    | Dasha    |          |          |          |              |                      |                |     |     |     |     |     |     |     |     |  |
| 12     | Ira R.          | Ira R. Sofi | Nastya P. |          |          |          |          |              |                      |                |     |     |     |     |     |     |     |     |  |
| 13     | Arina Nastya L. | Nastya L.   |           |          |          |          |          |              |                      |                |     |     |     |     |     |     |     |     |  |
| 14     | Arina Nastya L. | Katya C.    |           |          |          |          |          |              |                      |                |     |     |     |     |     |     |     |     |  |
| 15     | Anna-K.         |             |           |          |          |          |          |              |                      |                |     |     |     |     |     |     |     |     |  |
| 16     | Anya            |             |           |          |          |          |          |              |                      |                |     |     |     |     |     |     |     |     |  |
| 17     | Karina D.       |             |           |          |          |          |          |              |                      |                |     |     |     |     |     |     |     |     |  |
| 18     | Karina M.       |             |           |          |          |          |          |              |                      |                |     |     |     |     |     |     |     |     |  |
| 19     | Liza            |             |           |          |          |          |          |              |                      |                |     |     |     |     |     |     |     |     |  |
| 20     | Katya S.        |             |           |          |          |          |          |              |                      |                |     |     |     |     |     |     |     |     |  |

     Thí sinh bị loại
     Thí sinh bị loại bên ngoài buổi đánh giá
     Thí sinh bị tước quyền thi đấu
     Thí sinh dừng cuộc thi
     Thí sinh được miễn loại
     Thí sinh có tấm ảnh đẹp nhất
     Thí sinh chiến thắng cuộc thi
1. ↑  Trong tập 1, Dasha, Margo, Amina, Tanya & Sofi được miễn loại vì nhận được nhiều phiếu bầu nhất trong cuộc bình chọn trực tuyến cho mùa giải này. Katya C. sau đó được miễn loại trong buổi loại trừ do được giám khảo khách mời cứu.
2. ↑  Trong tập 2, Nastya L. xin dừng cuộc thi vì lý do sức khỏe. Trong buổi đánh giá, Katya C. bị tước quyền thi đấu do hành vi thiếu chuyên nghiệp trong buổi chụp hình
3. ↑  Trong tập 4, Sasha L. được gọi đầu tiên để cô có thể đến bệnh viện vì lý do sức khỏe.
4. ↑  Trong tập 7, Dasha được Sonya đề cử để quay trở lại cuộc thi. Sasha K. xin dừng cuộc thi vì lí do cá nhân.
5. ↑  Trong tập 8, Arina và Ira M. rơi vào cuối bảng, nhưng không ai bị loại. Tuy nhiên, họ sẽ phải tham gia vào thử thách đấu loại vào tuần sau.
6. ↑  Arina bị loại sau thử thách đấu loại với Ira M.. Sau đó, Ira M. bị loại vì thể hiện kém nhất trong buổi quay video.

### Buổi chụp hình
- Tập 1: Nhào lộn trên đồng hồ
- Tập 2: Tái tạo lại tấm ảnh tệ nhất trong mùa giải của họ; Ảnh chuyển động khiêu vũ trong đồ lót với người mẫu nam
- Tập 3: Vũ công trên võng lụa
- Tập 4: Tiệc tùng theo cặp với ly sâmpanh ở chân
- Tập 5: Nghề nghiệp tương lai
- Tập 6: Trận chiến giữa 2 công chúa cho Perfectil; Leo lên tháp Eiffel cho Flint Baguette
- Tập 7: Hóa thân thành động vật bị tuyệt chủng
- Tập 8: Chiến binh thời cổ đại
- Tập 9: Quảng cáo phòng chống bạo lực cho Rozirvy Kolo
- Tập 10: Sang trọng khi lơ lửng trên đèn chùm